# ブラゾス郡 (テキサス州)
ブラゾス郡（ブラゾスぐん、英: Brazos County）は、アメリカ合衆国テキサス州の中央部東に位置する郡である。人口は23万3849人（2020年）。郡庁所在地はブライアンであり、同郡で人口最大の都市はカレッジステーションである。ブラゾス郡は1841年に設立され、郡名はブラゾリア郡と共に郡の西の境になっているブラゾス川に因んで名付けられた。
ブラゾス郡はブライアン・カレッジステーション都市圏に属している。

## 歴史
1837年、現在のブラゾス郡領域の大半はワシントン郡に含まれていた。ワシントン郡を二分するブラゾス川が郡政府に行くための障害になっていたので、1841年1月に新郡のナバソタ郡が設立された。その最初の郡政委員会は判事のR・E・B・ベイラーが主宰し、その年後半に現在のブライアン市の西14マイル (22 km) にあったジョセフ・ファーガソンの家で開かれた。郡庁所在地はモーデカイ・ブーンに因んでブーンビルと名付けられ、ジョン・オースティンの資産の中にあり、1841年にハイラム・ハノーバーが測量した。翌1842年1月、ナバソタ郡はブラゾス郡に改名された。

## 地理
アメリカ合衆国国勢調査局に拠れば、郡域全面積は590平方マイル (1,528.1 km2)であり、このうち陸地586平方マイル (1,517.7 km2)、水域は5平方マイル (12.9 km2)で水域率は0.76%である。

### 主要高規格道路
- アメリカ国道190号線
- テキサス州道6号線
- テキサス州道21号線

### 隣接する郡
- レオン郡 - 北
- マディソン郡 - 北東
- グライムズ郡 - 東
- ワシントン郡 - 南
- バールソン郡 - 南西
- ロバートソン郡 - 北西

## 人口動態
以下は2000年の国勢調査による人口統計データである。
| 基礎データ - 人口: 152,415人 - 世帯数: 55,202 世帯 - 家族数: 30,416 家族 - 人口密度: 100人/km2（260人/mi2） - 住居数: 59,023軒 - 住居密度: 39軒/km2（101軒/mi2） 人種別人口構成 - 白人: 74.45% - アフリカン・アメリカン: 10.72% - ネイティブ・アメリカン: 0.36% - アジア人: 4.01% - 太平洋諸島系: 0.07% - その他の人種: 8.42% - 混血: 1.97% - ヒスパニック・ラテン系: 17.88% 先祖による構成 - ドイツ系：15.3% - イギリス系：8.4% - アイルランド系：7.3% - アメリカ人：7.2% 年齢別人口構成 - 18歳未満: 21.5% - 18-24歳: 32.0% - 25-44歳: 26.0% - 45-64歳: 13.8% - 65歳以上: 6.7% - 年齢の中央値: 24歳 - 性比（女性100人あたり男性の人口） - 総人口: 102.1 - 18歳以上: 100.3 | 世帯と家族（対世帯数） - 18歳未満の子供がいる: 27.9% - 結婚・同居している夫婦: 41.3% - 未婚・離婚・死別女性が世帯主: 10.0% - 非家族世帯: 449% - 単身世帯: 25.5% - 65歳以上の老人1人暮らし: 5.0% - 平均構成人数 - 世帯: 2.52人 - 家族: 3.16人 収入と家計 - 収入の中央値 - 世帯: 29,104米ドル - 家族: 46,530米ドル - 性別 - 男性: 32,864米ドル - 女性: 24,179米ドル - 人口1人あたり収入: 16,212米ドル - 貧困線以下 - 対人口: 26.9% - 対家族数: 14.0% - 18歳未満: 21.6% - 65歳以上: 10.3% |

## 都市と町
- ブライアン - 郡庁所在地
- カレッジステーション
- カーテン
- ミリカン
- ウィクソンバレー